# Oier Etxebarria
Oier Etxebarria Urkiza, llamado O. Etxebarria, nacido en Igorre (Vizcaya) el 29 de septiembre de 1997, es un pelotari español de pelota vasca en la modalidad de mano, juega en la posición de zaguero.

## Final del Campeonato de Parejas de 2.ª categoría
| Año  | Campeones              | Subcampeones          | Tanteo | Frontón |
| ---- | ---------------------- | --------------------- | ------ | ------- |
| 2019 | Elordi - O. Etxebarria | Agirre - Salaverri II | 22-20  | Labrit  |
| 2022 | Zabala - O. Etxebarria | Bakaikoa - Elizegi    | 22-8   | Labrit  |